# おはよう (大石昌良の曲)
「おはよう」は、大石昌良の配信限定シングル。2012年1月16日に配信が開始された。

## 解説
大石昌良としては3作品目となる配信限定シングルであり、前作「鍵っ子ノエル」に続く3カ月連続配信の3作品目となる配信限定シングルである。楽曲のテーマは、ポップかつ軽快なメロディで世の中の闇を語るパラドックスで、楽曲制作のきっかけとなったのは、大石昌良がシリアの内戦の様子を写真で見たことである。

## 収録曲
1. おはよう
作詞・作曲：大石昌良